# USA:s ekonomi

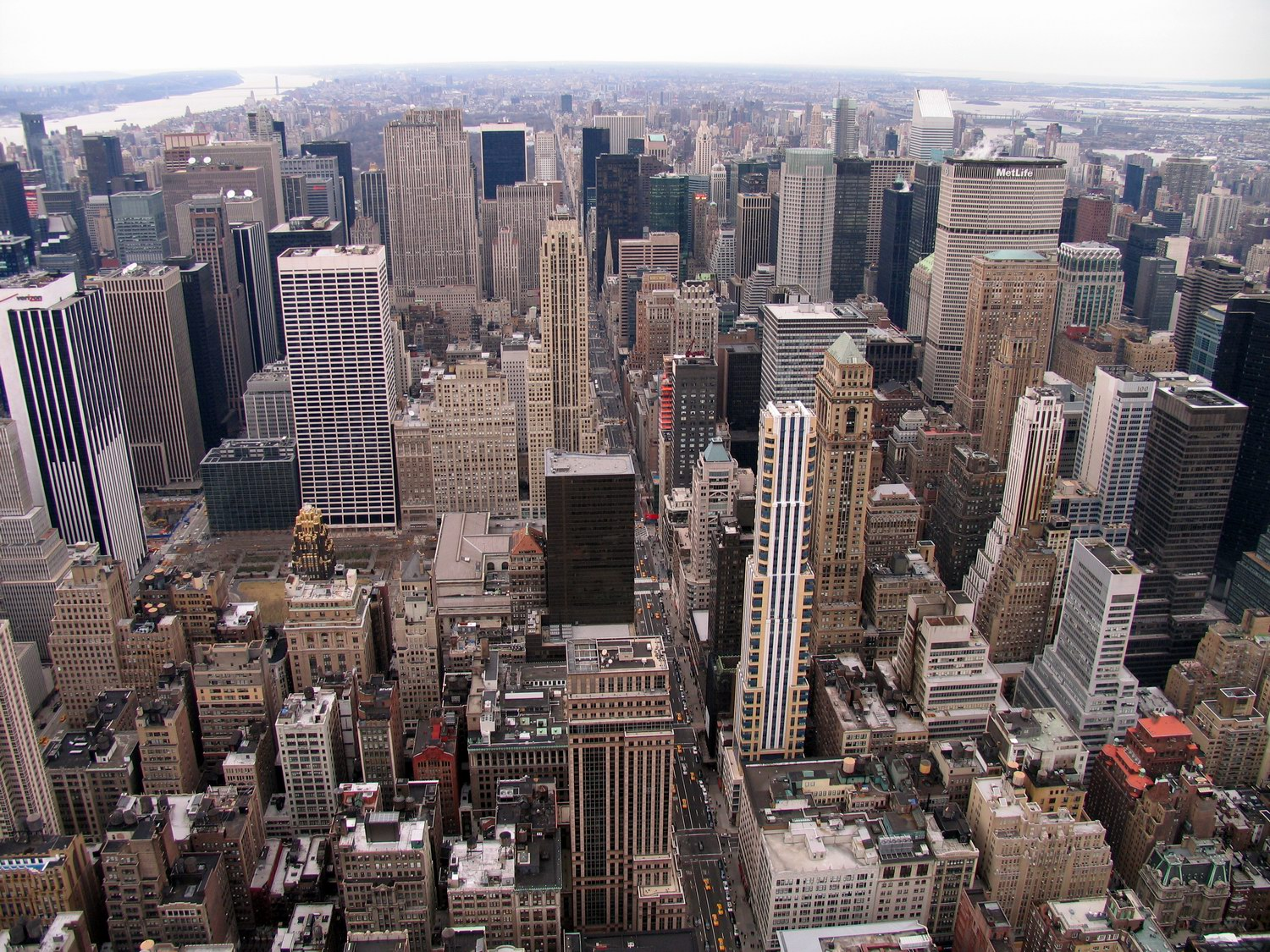
New York är USA:s största och ekonomiskt viktigaste stad.

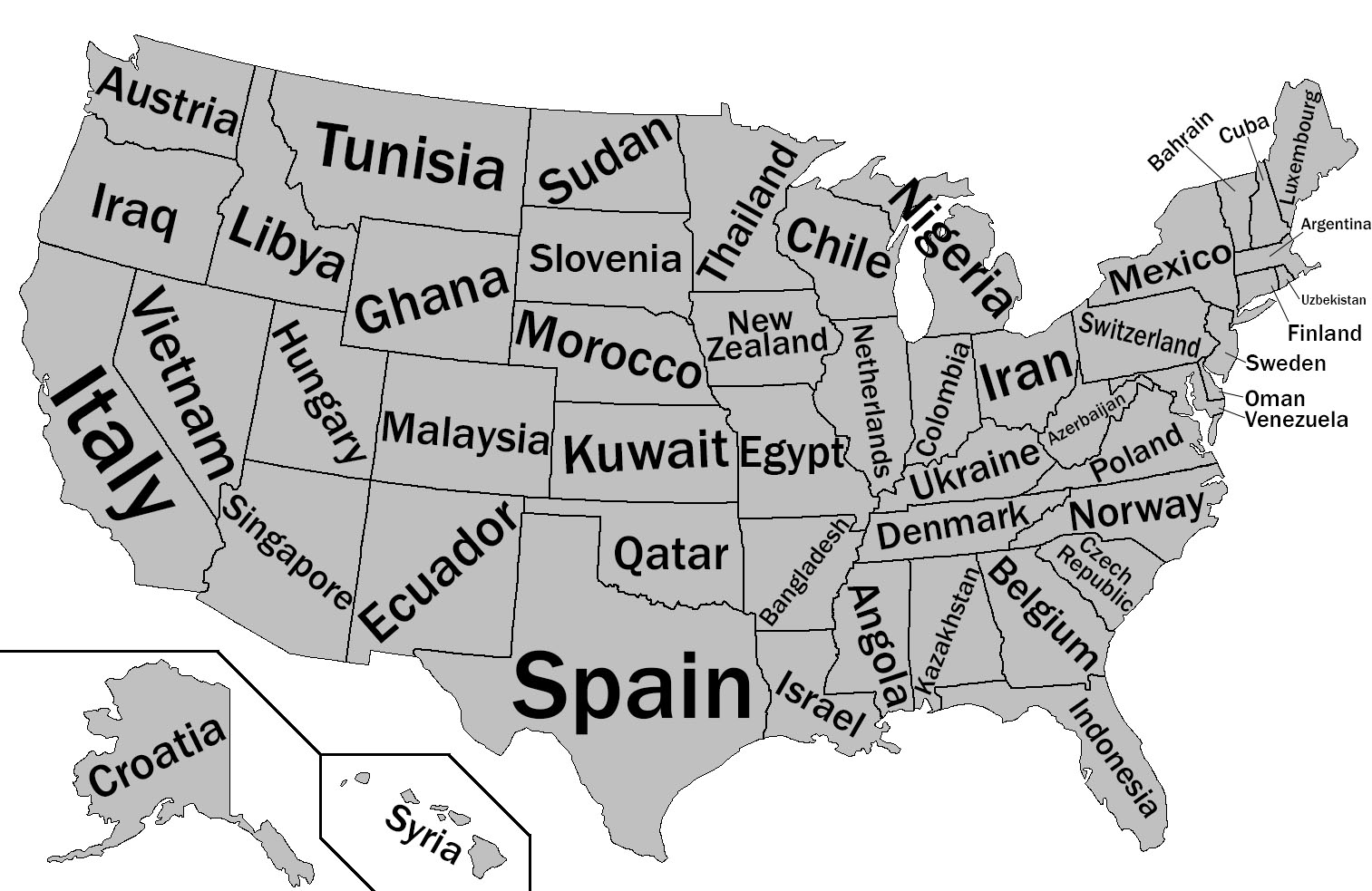
Ungefärlig jämförelse av bruttonationalprodukter mellan amerikanska delstater och andra länder med 2012 års siffror.

En kapitalistisk modell ligger till grund för det ekonomiska systemet i USA, där de arketypiska dragen historiskt varit en stadig tillväxt, låg arbetslöshet, låg inflation, en stor tjänstesektor, ett stort handelsunderskott, en stark dollar och en snabb teknisk utveckling. Den amerikanska ekonomin är ett nav för hela världsekonomin. Flera länder har sina valutor kopplade till dollarn (eller använder till och med den som sin egen valuta), de flesta råvaror handlas med dollar på den internationella marknaden, och börserna i USA ses globalt som en indikator på världsekonomins tillstånd.

## Sociala förhållanden
USA är ett av världens rikaste länder och landets BNP gör landets ekonomi till den i särklass största i världen för en enskild stat. År 2006 var landets BNP drygt 13,1 biljoner dollar. Välståndet är emellertid ojämnt fördelat och 12,3 procent av befolkningen lever under fattigdomsgränsen. Observera att USA:s fattigdomsgräns är en helt annan än den internationella. I USA år 2012 räknades en familj på fyra som fattig med en årlig inkomst under $23 050. I USA är inkomster och förmögenheter mer ojämlikt fördelade än i Europa och klart mer ojämlikt fördelade än i Sverige. Bland de fattiga är afro-amerikaner, ursprungsinvånare och spansktalande kraftigt överrepresenterade. USA har ett mindre utbyggt offentligt socialförsäkringssystem än de flesta andra industriländer. Dock finns Social Security, USA:s viktigaste och mest heltäckande socialförsäkring, som infördes i mitten av 1930-talet och är ett federalt finansierat pensionssystem. Förutom ålderspensionärer omfattar detta system även funktionshindrade, arbetsskadade, föräldralösa barn samt änkor och änklingar. Det finns även vissa variationer i socialt försäkringsskydd mellan olika stater. Sjukförsäkringar i USA betalas privat, ofta ingår de som en förmån i arbetet. En egenhet för USA, jämfört med övriga OECD-länder, är att alla invånare därför inte täcks av sjukförsäkring om de blir sjuka. Dock kan systemet Medicaid hjälpa till för sådana som saknar sjukförsäkring.

## Naturresurser
Det finns stora tillgångar av naturresurser i USA, bland annat kol, petroleum, uran och skog. USA är världens tredje största oljeproducent , efter Saudiarabien och Ryssland. Produktionen hade sin topp på 1970-talet (det vill säga omkring hälften av den tillgängliga oljan var utvunnen) och landets ekonomi blir allt mer beroende av importerad olja. De stora stäpperna i centrala delar av landet är hem för gigantiska jordbruk, vilket gör USA till världens största producent av till exempel majs, vete, socker och tobak.

## Industri
Även om USA:s tillverkningsindustri stadigt minskar finns det fortfarande stora producenter av bilar, flygplan och elektronik där. Den största sektorn i landets näringsliv är dock tjänstesektorn, som utgör runt 75 % av arbetskraften.

## Utrikeshandel
USA:s största handelspartner är dess nordliga granne, Kanada, som tillsammans med USA:s sydliga granne Mexiko ingår med USA i frihandelsavtalet North American Free Trade Agreement (NAFTA). Andra viktiga handelspartners är EU och Asien (Japan, Kina och Sydkorea). USA har dock ett betydande underskott i handelsbalansen, vilket 2003 fortsatte att öka till 43,1 miljarder dollar, trots den kraftiga försvagningen av dollarn som då skedde. En viktig faktor till det växande handelsunderskottet är det allt större behovet av importerad olja. 

## Statsskuld
Utöver det stora handelsunderskottet har den amerikanska ekonomin sedan länge problem med ett stort underskott i statsfinanserna. Landet hade i början av 2004 en statsskuld på 7 112 miljarder dollar, vilket ger en skuld på runt 24 000 dollar per invånare. År 2006 var läget sämre med skulder på över 8 700 miljarder dollar  (65,4% av BNP), drygt 27 000 dollar per invånare. Landet har år efter år lyckats finansiera ut detta enorma underskott med hjälp av stora investeringar som görs i landet bland annat från Europa och Japan.
Följande tabell visar USA:s statsskuld (brutto) som del av BNP för varje president sedan andra världskriget.
| President         | Parti | Mandatperiod                  | Skuldökning (biljoner dollar) | Ökning av skuld/BNP |
| ----------------- | ----- | ----------------------------- | ----------------------------- | ------------------- |
| Roosevelt/Truman  | D     | 1945-1949                     | 0,05                          | -24,3%              |
| Harry Truman      | D     | 1949-1953                     | 0,01                          | -21,9%              |
| Dwight Eisenhower | R     | 1953-1957                     | 0,01                          | -10,8%              |
| Dwight Eisenhower | R     | 1957-1961                     | 0,02                          | -5,4%               |
| Kennedy/Johnson   | D     | 1961-1965                     | 0,03                          | -8,2%               |
| Lyndon Johnson    | D     | 1965-1969                     | 0,05                          | -8,3%               |
| Richard Nixon     | R     | 1969-1973                     | 0,07                          | -2,9%               |
| Nixon/Ford        | R     | 1973-1977                     | 0,19                          | +0,1%               |
| Jimmy Carter      | D     | 1977-1981                     | 0,18                          | -3,2%               |
| Ronald Reagan     | R     | 1981-1985                     | 0,65                          | +11,3%              |
| Ronald Reagan     | R     | 1985-1989                     | 1,04                          | +9,2%               |
| George H. W. Bush | R     | 1989-1993                     | 1,40                          | +13,1%              |
| Bill Clinton      | D     | 1993-1997                     | 1,12                          | -0,6%               |
| Bill Clinton      | D     | 1997-2001                     | 0,42                          | -8,2%               |
| George W. Bush    | R     | 2001-2005                     | 1,15                          | +6,9%               |
| George W. Bush    | R     | 2005-2009                     | 3,98                          | +21,1%              |
| Barack Obama      | D     | 2009-2013                     | 4,4                           | +18.2               |
| Barack Obama      | D     | 2013-2017[Uppdatering behövs] |                               |                     |

### USA:s inverkan på miljön
USA står för nästan en fjärdedel av världens koldioxidutsläpp och har, om man bortser från en handfull oljeproducerande stater och småstater, det högsta koldioxidutsläppet i världen per capita. Det är mest utsläpp kring de stora industristäderna, både på väst- och östkusten. USA har inte ratificerat Kyotoprotokollet.